# Вроцлав-Главный
Вро́цлав-Гла́вный (пол. Wrocław Główny) — товарно-пассажирская станция в городе Вроцлав, в Нижнесилезском воеводстве Польши. Имеет 6 платформ и 11 путей.
Строительство станции начали в сентябре 1855 и окончили в октябре 1857 года, когда город Вроцлав (нем. Breslau) был в составе Королевства Пруссия. Новая станция находилась тогда на окраине города, её окрестности были ещё не застроены. В 1899—1904 годах вокзал расширили, сохранив значительную часть существовавшей конструкции. Во время Второй мировой войны под привокзальной площадью построили бетонные склады и убежища.
Во время Второй мировой войны здание вокзала получило повреждения, устранённые в 1949 году. С 1947 года в здании вокзала функционировало вокзальное кино. На этой станции Збигнев Цибульский 8 января 1967 года на платформе номер три попытался впрыгнуть в уже движущийся поезд, попал под колеса пассажирского вагона и через час скончался в больнице. 8 января 1997 года на месте гибели Цибульского была установлена памятная табличка.

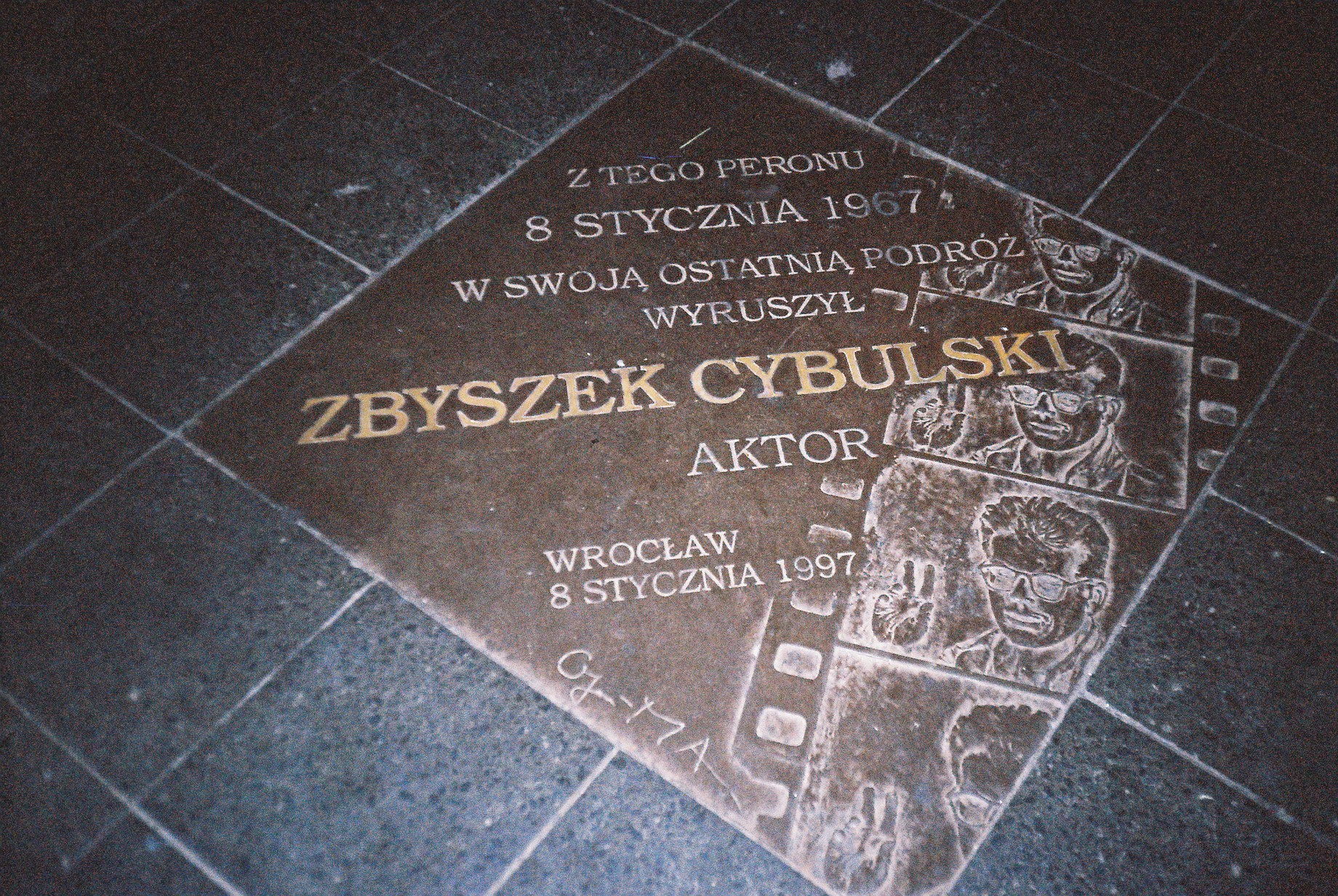
Памятная табличка на месте гибели Збигнева Цибульского

В 2010—2012 годах был проведён капитальный ремонт станции. Была заменена конструкция крытых платформ, добавили платформу номер шесть, с северной стороны на месте убежищ построили подземную стоянку, а на юге построили так называемый «ночной вокзал». В январе 2011 года во время ремонта на территории станции откопали забытый туннель начала XX века, которого не было ни на каких картах.